# Alcmán
Alcmán (nominativo en griego antiguo: Ἀλκμάν / gen.: Ἀλκμᾶνος; Αλκμάν en neogriego) era un poeta griego coral lírico del siglo VII a. C. en Esparta.  Es el representante más antiguo del canon de Alejandría de los nueve poetas líricos (los demás son Safo, Alceo, Anacreonte, Estesícoro, Íbico, Píndaro, Simónides de Ceos y Baquílides). Trataba temas de la mousikê, una actividad artística donde las jóvenes formaban parte en todas las grandes fiestas religiosas de las partenias (coros de vírgenes).

## Biografía
Según la tradición antigua, quizás Aristóteles, Alcmán era un lidio procedente de Sardes que llegó como esclavo a Esparta, donde vivió en la familia de Agésidas (¿Hagesidamus?), por quien fue emancipado debido a sus buenas habilidades. Sin embargo, la vida de los autores antiguos solía deducirse de la lectura biográfica de su poesía, y los detalles están sujetos a interpretaciones.